# Centeterus ipsivorus
Centeterus ipsivorus là một loài tò vò trong họ Ichneumonidae.